# Landaulet

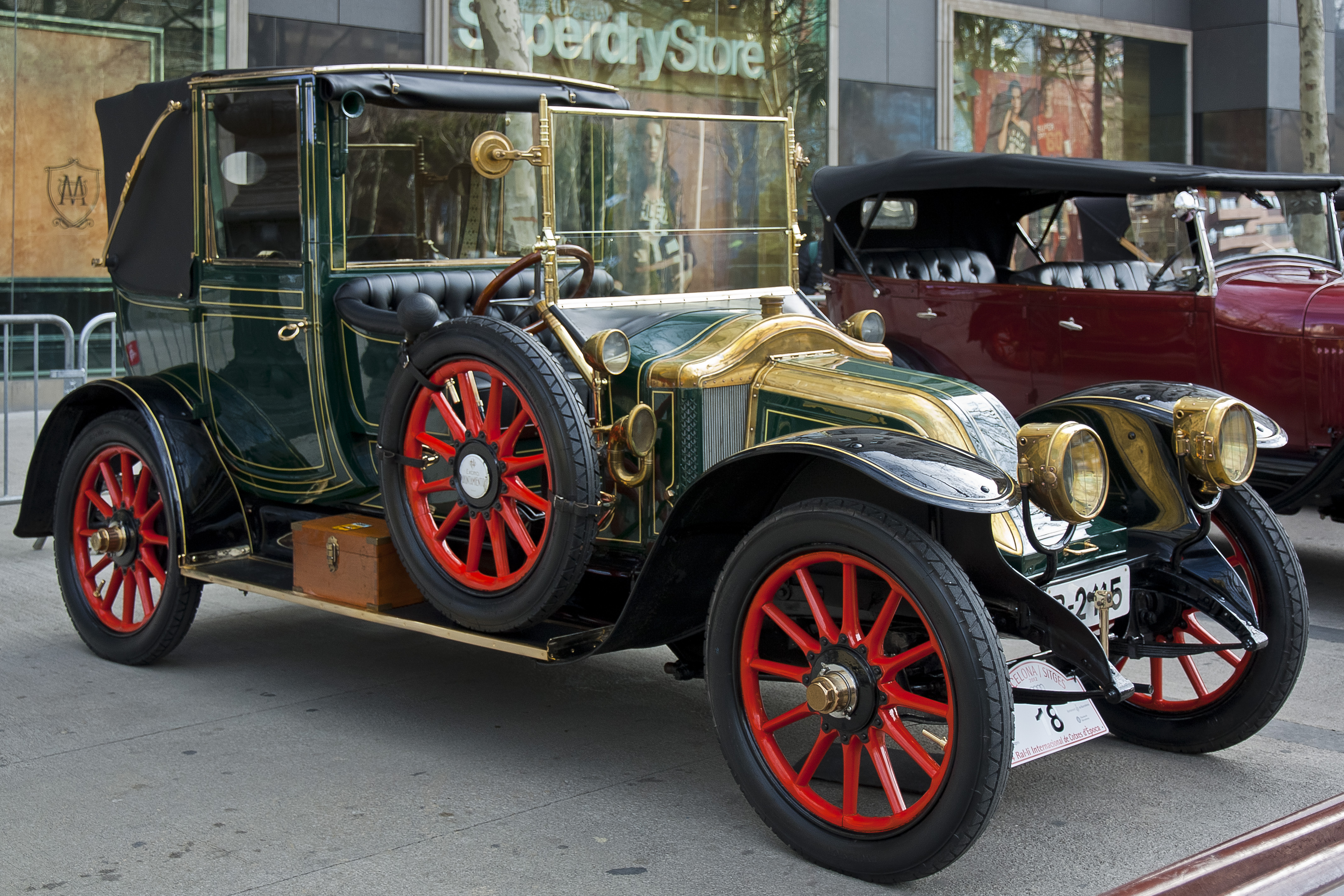
Renault 40 CV Landaulet (ca. 1907)

Mit Landaulet (auch Landaulett oder Landaulette) wird eine Fahrzeugklasse mit teilweise geschlossener Karosserie bezeichnet, deren hinteres Dachteil wie ein Cabriolet komplett geöffnet werden kann. Weil sich der Begriff auf das Dach als einzelnes Merkmal des Fahrzeugs bezieht, wird er oft in Verbindung mit der eigentlichen Karosserieform verwendet, etwa „Sedan-Landaulet“ oder „Pullman-Landaulet“. Die Größe des zu öffnenden Dachteils kann variieren. Fensterrahmen werden entfernt oder sind gar nicht vorgesehen.

## Etymologie
Das Wort Landaulet leitet sich ab vom älteren „Landauer“, einer offenen Kutschenform. Deren Namensherkunft ist wiederum nicht exakt geklärt. Möglicherweise handelt es sich um die Übertragung eines Ortsnamens (Landau in der Pfalz) auf ein dort zuerst oder besonders hochwertig gefertigtes Produkt. Der Name ist seit dem 18. Jahrhundert in Europa bekannt.

## Geschichte und ändernde Definitionen

### Frühes Landaulet

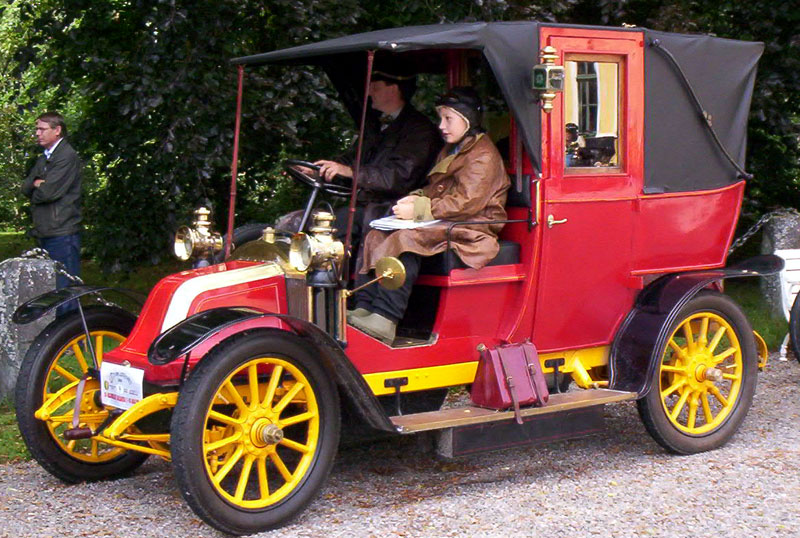
Renault Type AG „Taxi de la Marne“ (1910): Ein typisches Landaulet seiner Zeit

Das Landaulet wurde zu Beginn der Motorisierung nicht einfach als geschlossenes Auto mit einem Faltverdeck im hinteren Dachbereich verstanden, sondern als eigenständige Karosserieform: Ein von einem Chauffeur gelenktes, relativ kurzes Repräsentationsfahrzeug mit völlig ungeschütztem Fahrerplatz, geschlossenem Passagierabteil und Faltverdeck im hinteren Dachbereich.
Die Society of Automobile Engineers (SAE, heute Society of Automotive Engineers) definierte das Landaulet noch 1916 wie folgt: „Ein geschlossener Wagen mit Faltverdeck für drei oder mehr Personen innen und Chauffeur außen.“ „Geschlossen“ und „Chauffeur außen“ wurde offensichtlich nicht als Widerspruch gesehen. Diese Definition geht allerdings nicht auf den zu öffnenden Teil des Daches ein und passt daher auch auf das Coupé de Ville.

### Die klassische Zeit des Karosseriebaus (1920–1940)

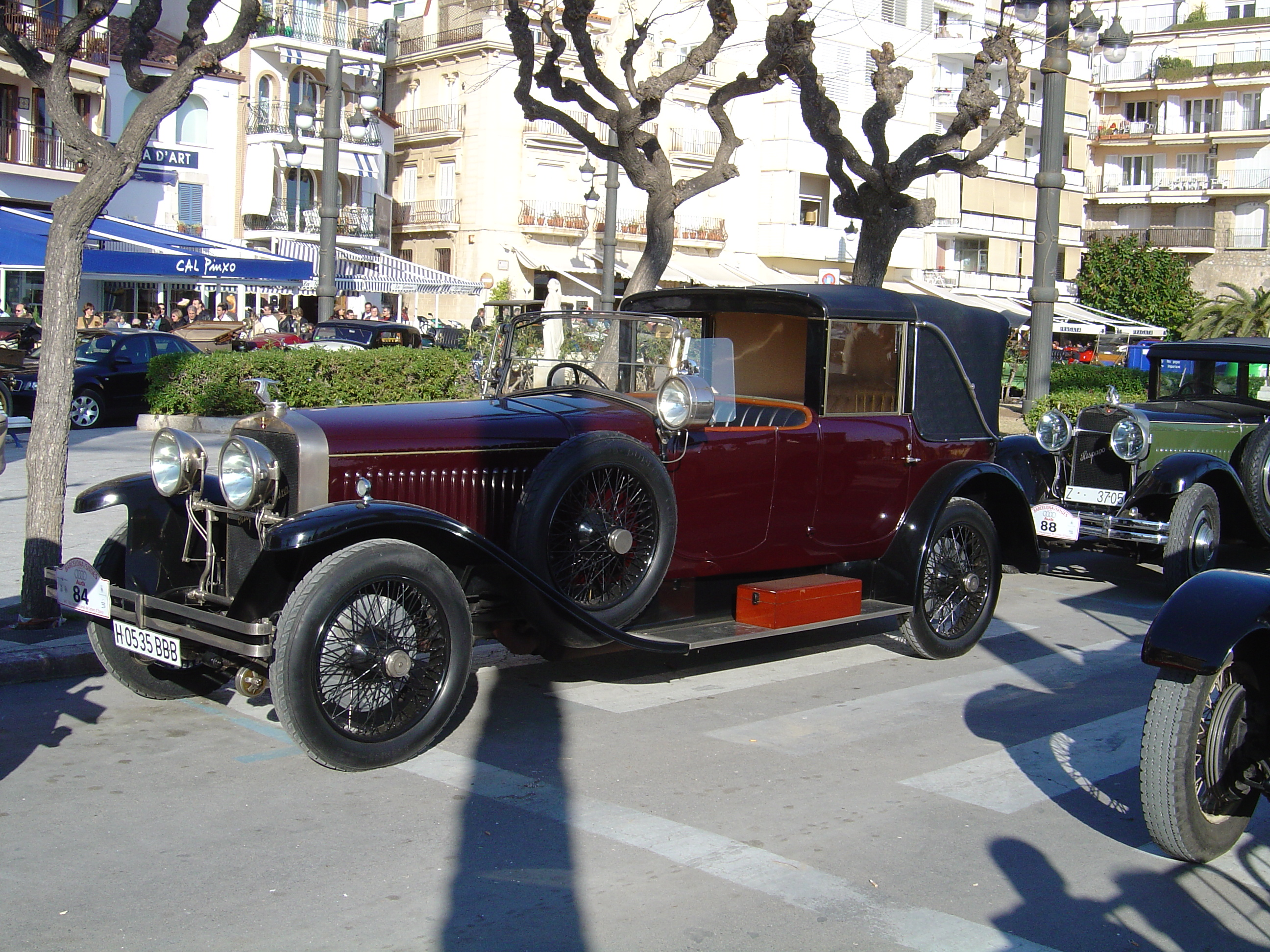
Hispano-Suiza H 6 Landaulet mit geschlossenem Verdeck und Sturmbügeln (ca. 1925)

Ausführlicher wurde die SAE um 1920. Nun sollte das Landaulet dem Town car (Anm.: Mit offenem Chauffeur-Abteil und Trennscheibe) entsprechen. Die Abweichungen umfassten einen kürzeren geschlossenen Karosserieteil, das Verdeck umfasste den gesamten Fond bis zur Trennscheibe, Scheiben waren nur in den Türen vorgesehen (nicht in der C-Säule) und sollten „beweglich“ sein. Das Verdeck aus Stoff oder Leder wurde durch Sturmbügel unterstützt (im Englischen „Landau bars“ genannt). Hinten war eine Sitzbank für 2–3 Personen vorgesehen, für Notsitze war das Abteil zu kurz.
Das Fach-Portal coachbuilt.com schreibt: „… Landaulet beschreibt ein Automobil, bei dem das Fahrerabteil durch eine feste oder bewegliche Separation aus Glas vom Passagierraum abgetrennt ist. Im allgemeinen ein „formeller“ Karosseriestil mit einem Teil des Daches über dem hinteren Bereich aus Leder oder Stoff zum Zurückklappen um den Passagieren das Vergnügen einer Fahrt im Freien zu ermöglichen. Das Landaulet-Verdeck war demnach meistens Town cars (Anm.: Coupé de Villes) vorbehalten, obwohl es gelegentlich auch für Limousinen und Chauffeur-Limousinen verwendet wurde.“
So strenge Fesseln ließen sich im Karosseriebau nicht halten. Dieser Wandel ging einher mit der allgemeinen Entwicklung im Karosseriebau und der fortschreitenden Standardisierung. Es entstand eine breite Palette von Varianten und Ableitungen, von denen einige nachstehend kurz beschrieben sind.

### Beispiele für frühe Landaulets

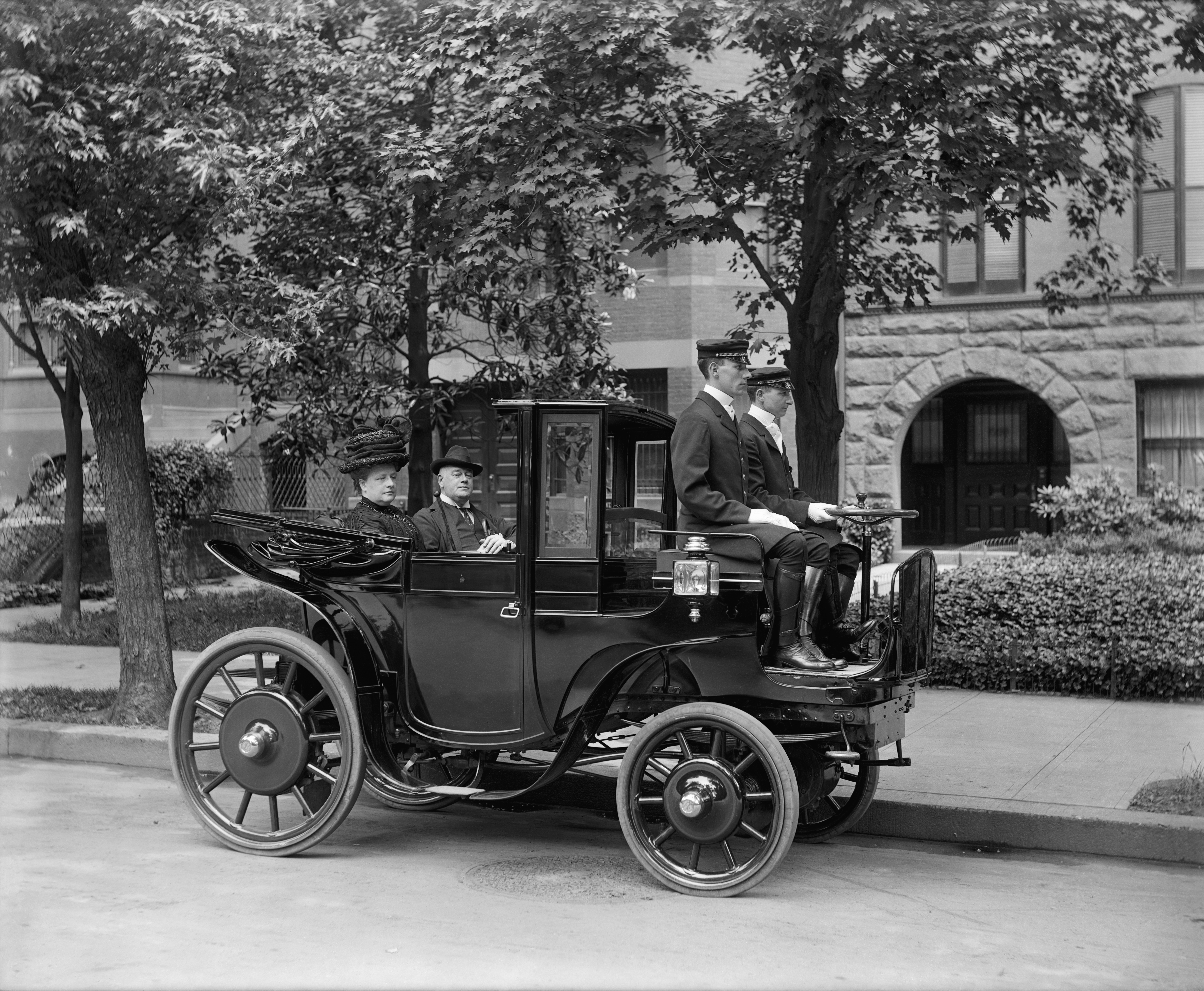
Näher an der Kutsche geht nicht: Dieses Kriéger Electric Landaulet (ca. 1906). Seine Wechselbatterien sind unter dem Wagenboden angebracht, der Antrieb in den Radnaben.
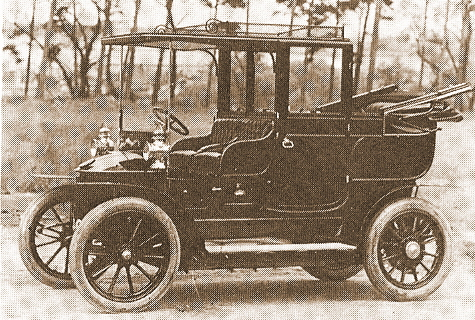
Pilgrim (UK) 25/30 h.p. Landaulet (1908)
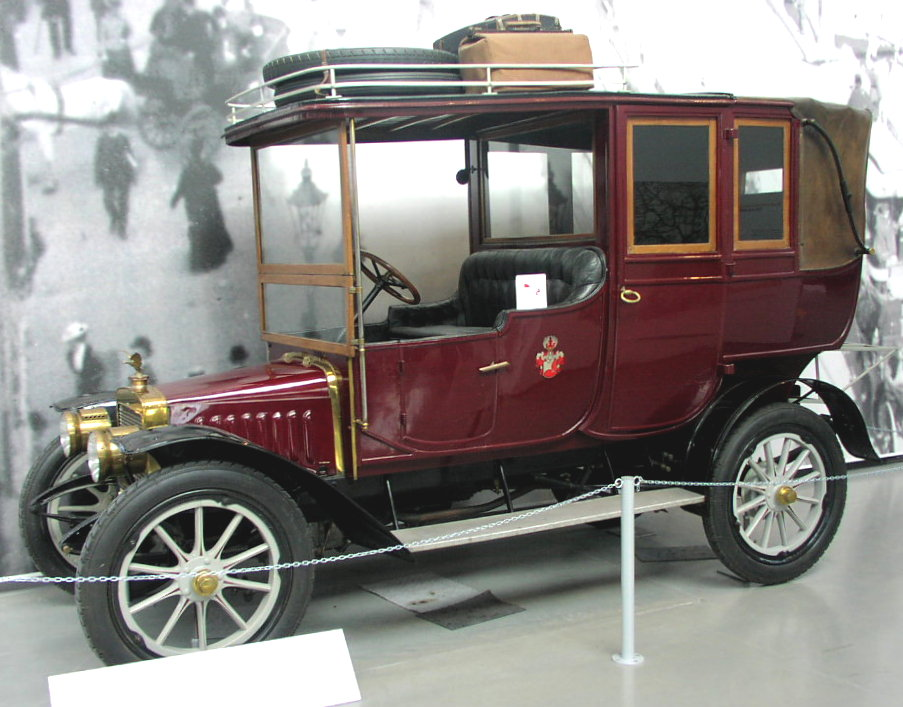
Adler Limousine-Landaulet mit festem Dach über dem Chauffeur (1911)
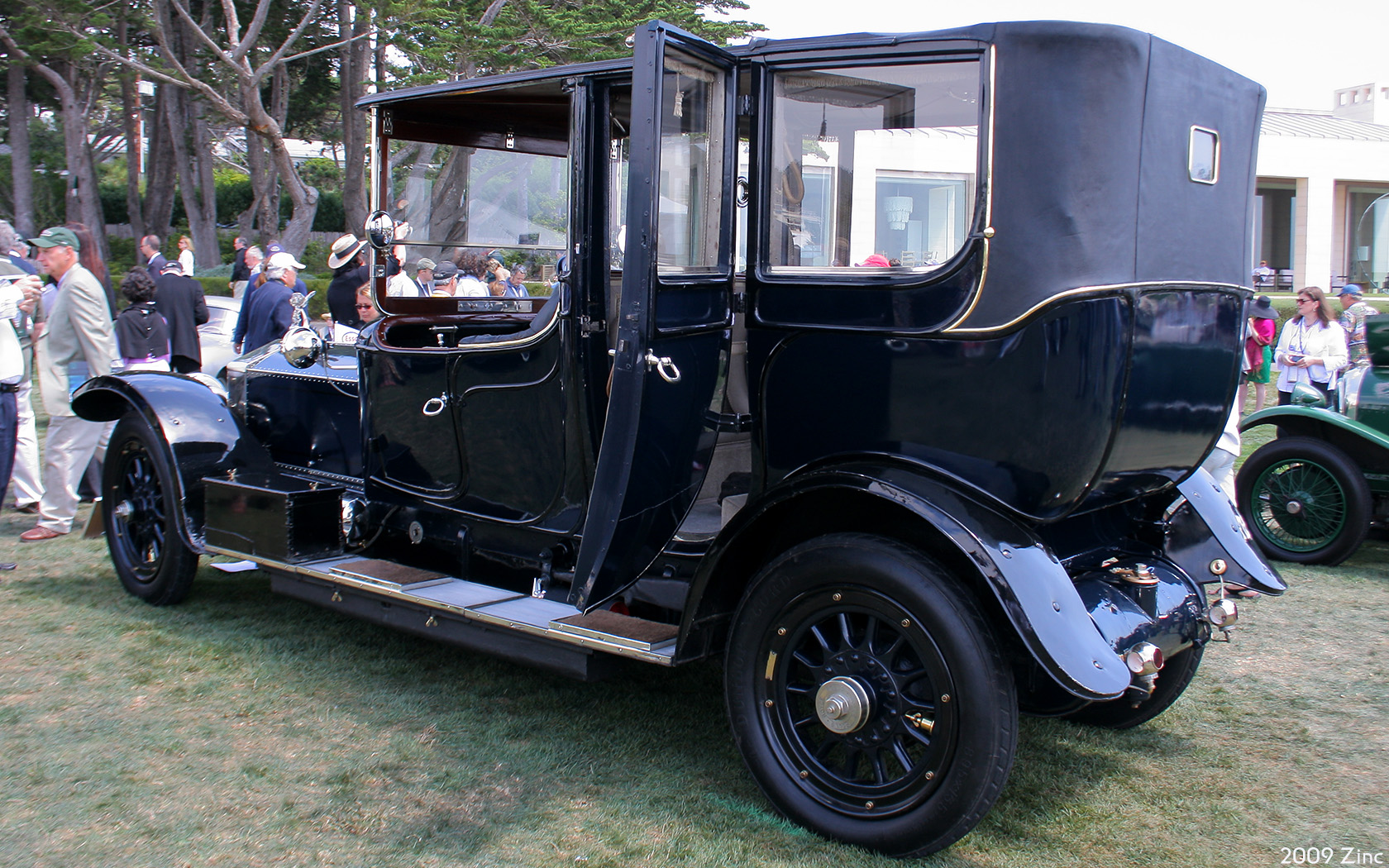
Rolls-Royce 40/50 h.p. „Silver Ghost“ (1913): Barker lieferte hier eine besonders aufwendige Version mit 3. Seitenscheibe. Deren oberer Rahmen stabilisiert das Verdeck mit. Dieses wird teils gefaltet, teils geklappt
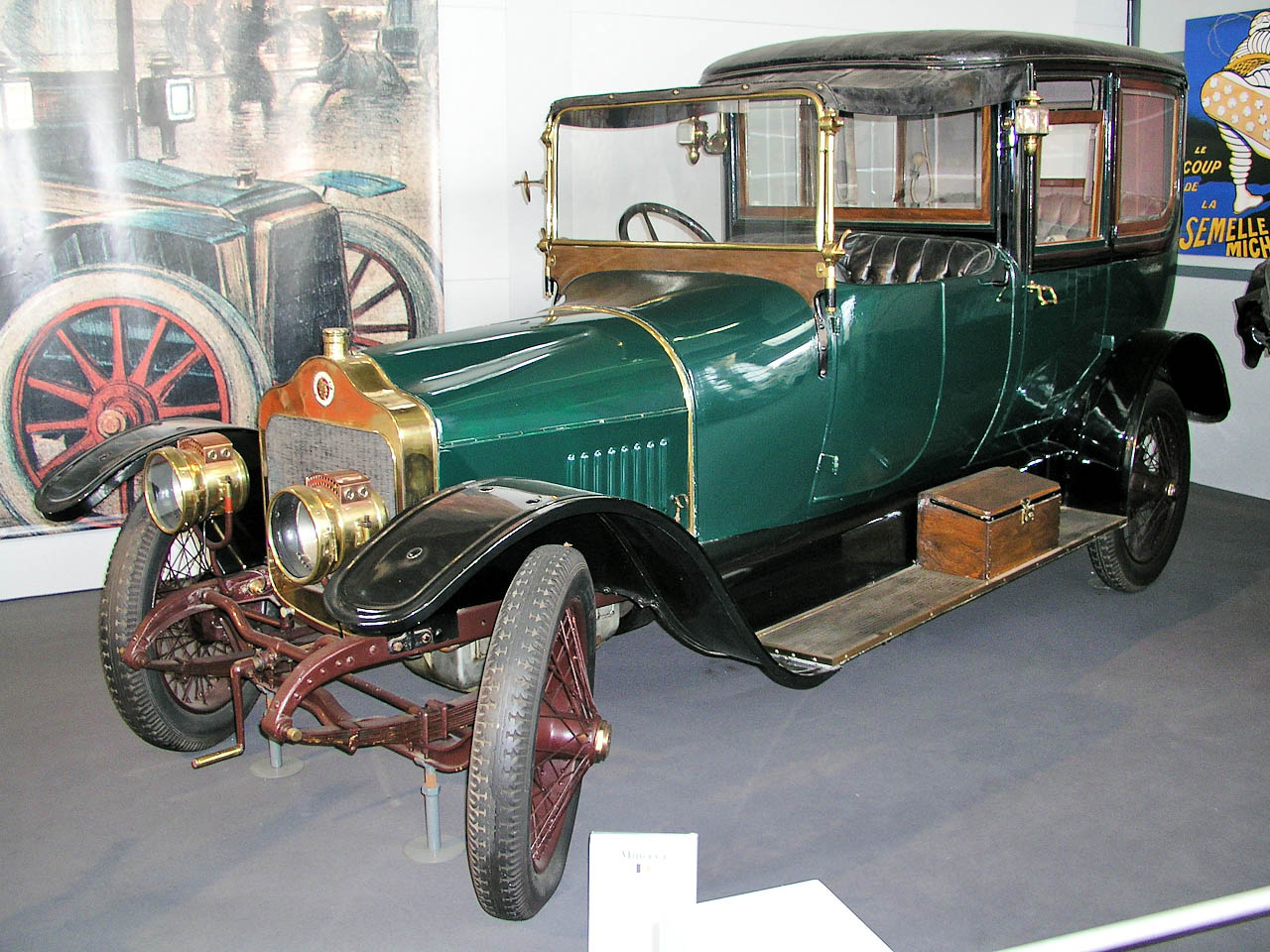
Minerva 18 CV Type KK Limousine-Landaulet (1914)

### Nach dem Krieg bis heute
Bereits in den letzten Jahren vor dem Zweiten Weltkrieg hatte das Landaulet die Form gefunden, die wir heute mit dieser Karosserieform in Verbindung bringen: Eine große Chauffeur-Limousine mit zu öffnendem hinterem Dachteil. Das zeigt auch die Definition in The Random House College Dictionary, Ausgabe 1975: „Ein Automobil mit Cabriolet-Verdeck für die hintere Sitzbank, mit der vorderen Sitzbank offen oder geschlossen.“ Das bislang neueste Modell ist der Mercedes-Benz G 650 Landaulet, der zusammen mit Maybach gebaut wird.

## Entwicklung

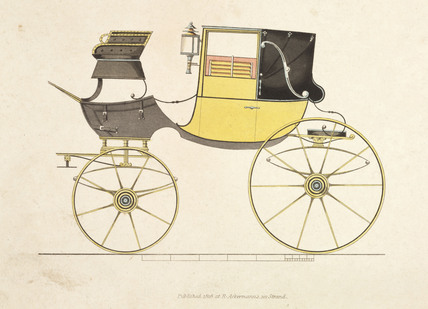
Vorläufer: Landaulet-Kutsche (1816). Sie war der Ausgangspunkt für die gleichnamige Karosserie

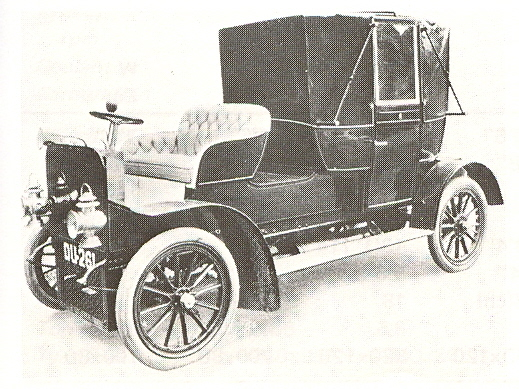
Sackgasse: Motorisierte Landauer wie dieser Standard 16/20 HP Landau von 1905 setzten sich nicht durch.

### Landaulet-Kutschen
Die Karosseriebauform Landaulet, oft auch Landaulette geschrieben, war eine zweispännige, vierrädrige Reisekutsche für zwei Personen, mit erhöhtem Kutschbock und Faltverdeck im hinteren Teil des Aufbaus. Sie wurde aus dem älteren, sehr verbreiteten Landauer abgeleitet. Landaulets hatten im Passagierabteil eine Sitzbank in Fahrtrichtung, im Landauer saß man sich gegenüber; das Landaulet hatte ein einteiliges Verdeck, das nach hinten geklappt wurde, der Landauer ein zweiteiliges. Mit der Zeit wurde der vordere Teil des Daches fest ausgeführt und nur der hintere zum Öffnen.

### Frühe Landaulet-Karosserien
Der Begriff Landaulet wandelte sich im Lauf der Zeit. Einerseits war die Bezeichnung unpräzise, weil weder Sitzzahl, Sitzanordnung oder die Form des Daches im vorderen Bereich definiert wurden; dies führte zu einer Reihe von exakteren Bezeichnungen, welche nachfolgend zusammengestellt sind. Andererseits legten Automobilhersteller und Karosseriebauer auch damals schon beträchtliche kreative Energie in die Vermarktung ihrer Produkte. Dazu gehörten auch wohlklingende, möglichst exklusive Bezeichnungen, die manchmal beschönigend wirkten.

### Sonderfall Motorisierte Landauer
Die Landaulet-Kutsche wurde ab etwa 1800 vom Landauer abgeleitet. Als Karosserie-Bauform spielte dieser kaum mehr eine Rolle. Allerdings können die großen, repräsentativen Landaulets mit vier bis sechs, oft vis-à-vis angeordneten, Plätzen als eine Art Nachfahre des Landauers gelten.

### Landaulet, Coupé-Landaulet und Town Landaulet

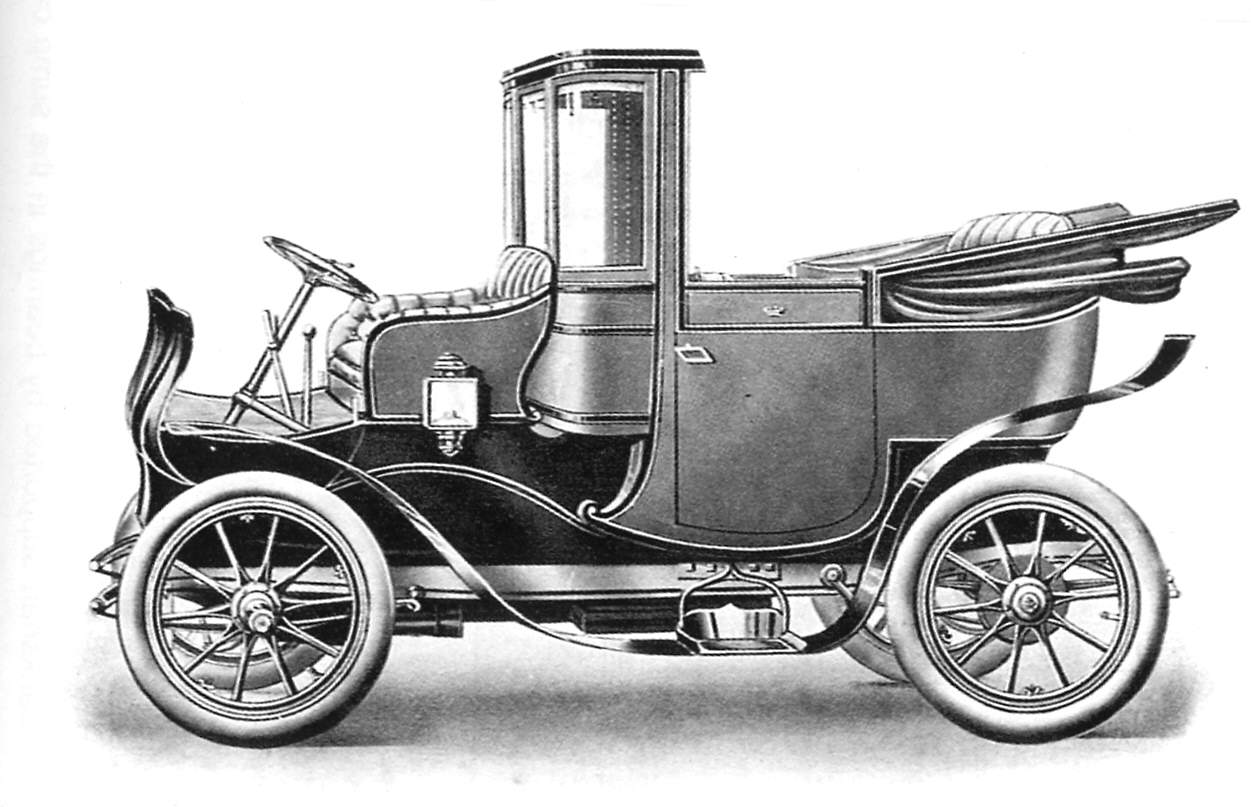
Dieser Rolls-Royce V8 30 h.p., karossiert als Landaulette par excellence von Barker, hat einen flach gebauten Motor unter dem Einzelsitz für den Fahrer.

Das zu Beginn der Motorisierung typische Landaulet wird bereits unter „Definitionen“ beschrieben. Es hatte natürlich das namengebende Verdeck im hinteren Dachteil, der Chauffeur genoss keinerlei Wetterschutz; sogar eine Windschutzscheibe fehlte oft. Eine erste große Veränderung erfuhr es, als die Konstrukteure begannen, den Motor vorn statt im Heck oder unter dem Fahrersitz zu platzieren.
Als weitere Varianten erschienen, mussten für dieses ursprüngliche Landaulet andere Bezeichnungen gefunden werden. Die Unterschiede zwischen dem Coupé-Landaulet, dem Town Landaulet oder dem nachstehend aufgeführten Brougham-Landaulet sind minimal und werden durch die Kreativität der Designer und Karossiers zusätzlich verwischt. Sie sind abgeleitet von Coupé de Ville und dem entsprechenden englischen Ausdruck.
Aus der frühen, für den Fahrer „schutzlosen“ Zeit stammt die Tradition, den Fahrersitz mit (meist schwarzem) Leder zu beziehen und im gut geschützten Fond hochwertige, sehr empfindliche Textilien zu verwenden.

### Brougham Landaulet

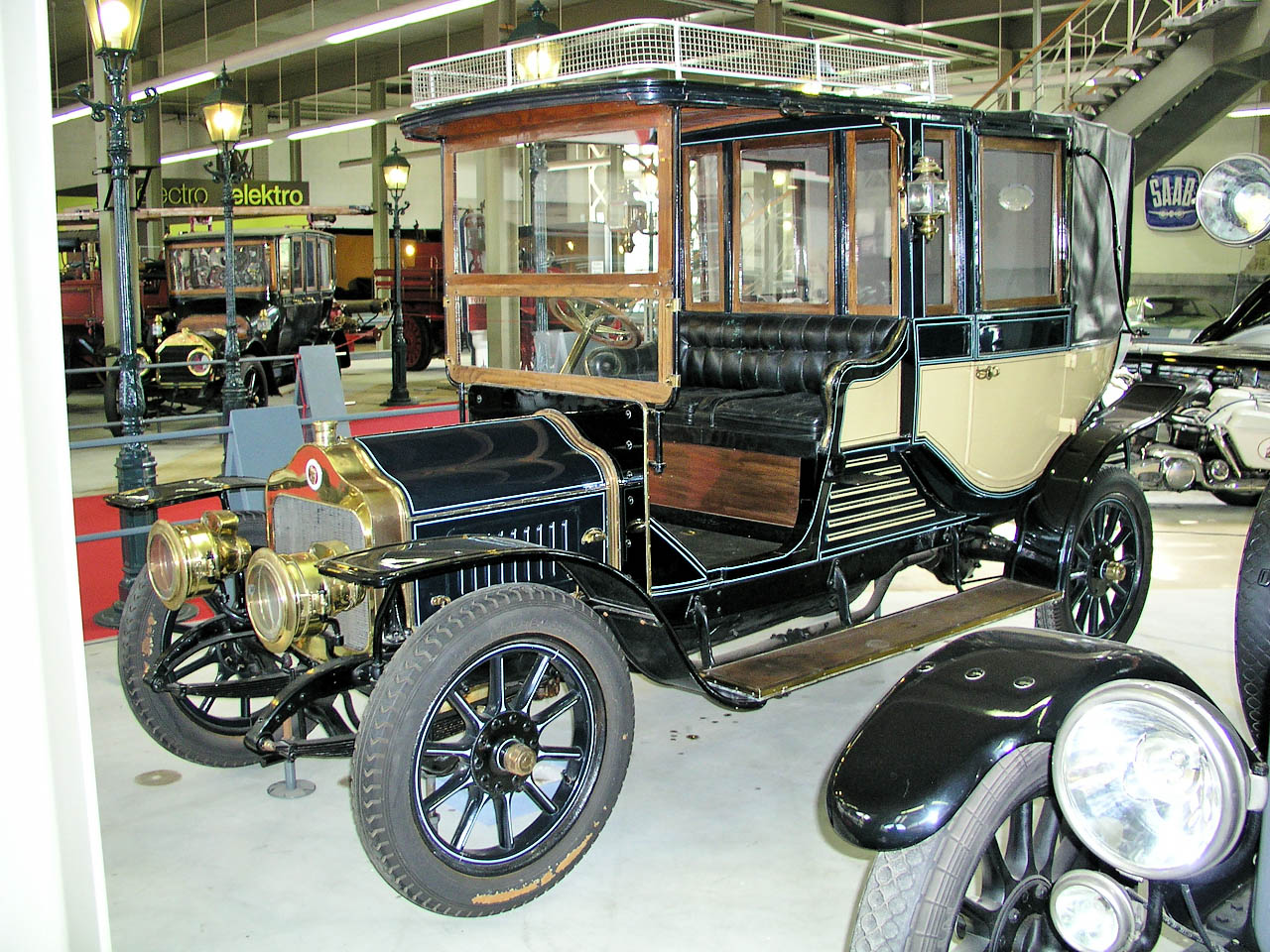
Minerva 16 CV Type WT (1910) Brougham Landaulet

Ein Merkmal des Brougham sind Seitenfenster nur in den Türen. Entsprechend hat auch das Brougham Landaulet im Verdeckbereich keine Scheiben, was sich auch mit dem ursprünglichen Landaulet deckt.

### Demi-Landaulet

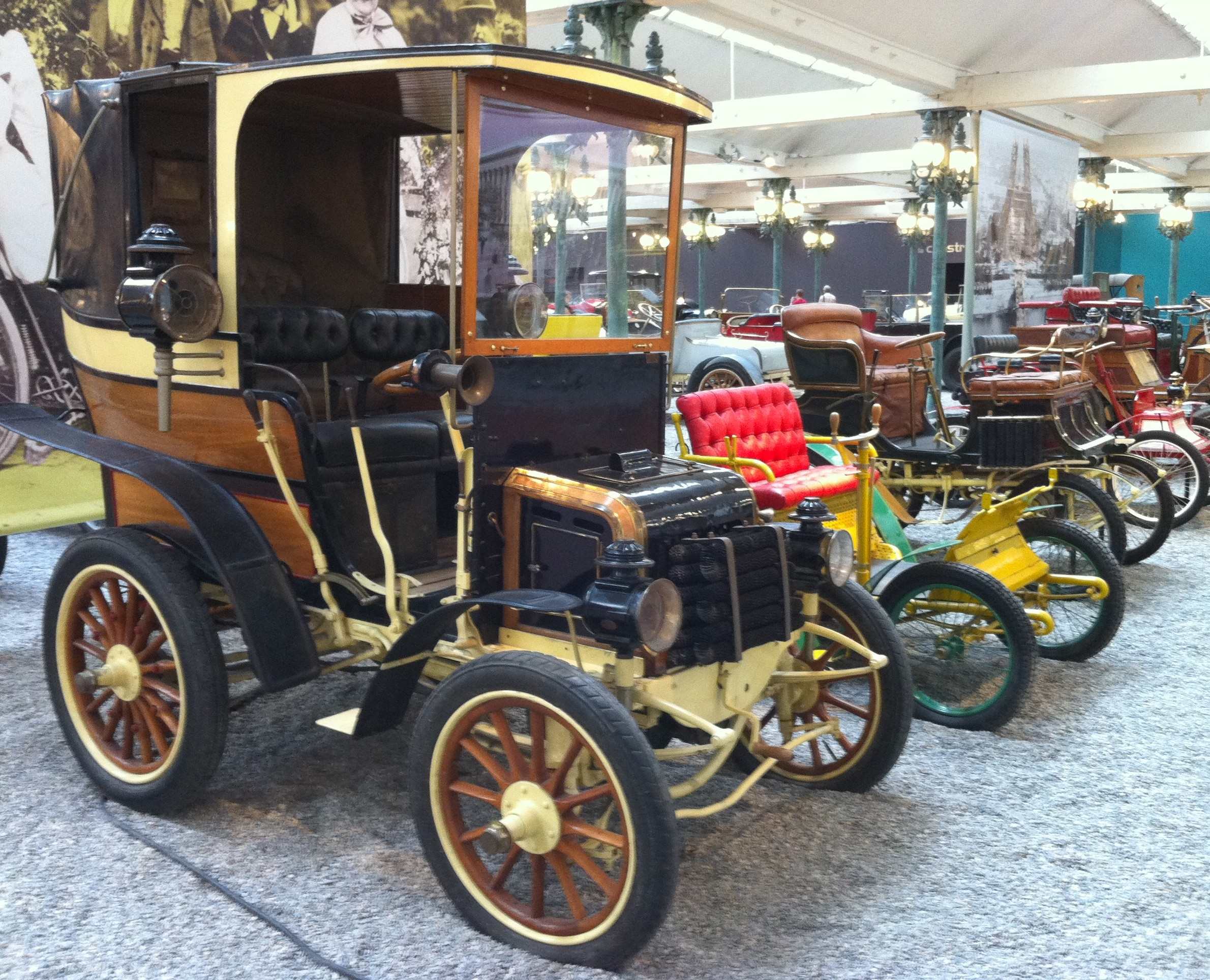
Panhard & Levassor Type AL Demi-Landaulet (1898) auf der Basis eines Tonneau

Der Begriff bezieht sich nicht auf die vorne mehr oder weniger offene Karosserie, sondern auf das Fehlen der Trennwand und -scheibe zwischen Chauffeur- und Passagierabteil. Das Demi-Landaulet ist ein Zwitter aus Touring und Landaulet. Ausgehend von einer Touring-Karosserie, erhielt diese eine Windschutzscheibe mit stabilem Rahmen, ein Dach und ein Faltverdeck für den hinteren Teil. Solche Karosserien konnten auch nachgerüstet werden. Oft war der geschlossene Teil mit dem Dach abnehmbar ausgeführt.

### Limousine Landaulet

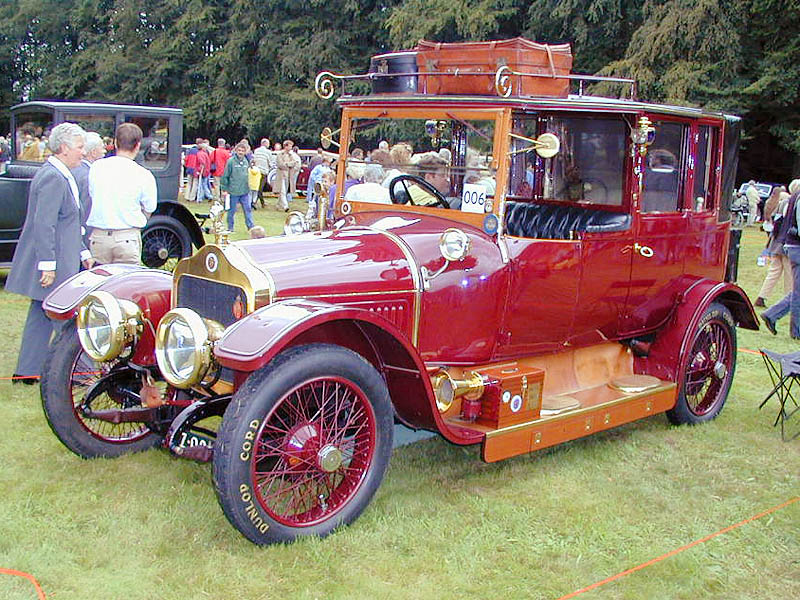
Minerva 26 CV Type GG Limousine Landaulet (1913)

Von der Limousine übernommen wurden das feste Dach über dem Fahrer, das seitlich offene Chauffeurabteil (bis etwa 1925), ein zu Beginn vollständig getrenntes Passagierabteil sowie die Trennscheibe. Das Passagierabteil hat auf jeder Seite eine Scheibe in der Türe und eine weitere dahinter anschließend. Beim Landaulet kann davon abweichend die hintere Dachpartie geöffnet werden.
Die Karossiers, die solche Aufbauten als Einzelanfertigung anboten, verwendeten zwar für Limousine und Limousine Landaulet ähnliche Konstruktionspläne, der Umbau von fertigen Limousinen kam jedoch erst in den 1930er Jahren als Maßnahme zur Kostenreduktion auf.

### Berline Landaulet, Imperial Landaulet und Pullman-Landaulet
Berline Landaulet und Pullman-Landaulet entsprechen bis auf die Dachgestaltung der Berline resp. Pullman-Limousine. Die typische Berline ist viertürig, geschlossen und hat ein durchgehendes Dach, oft mit einem kleinen (ovalen) Fenster in der C-Säule sowie in der Regel zwei Sitzreihen im Fond und einer Trennscheibe zum Chauffeur. Analog gelten die Ausführungen zur Landaulet Limousine.

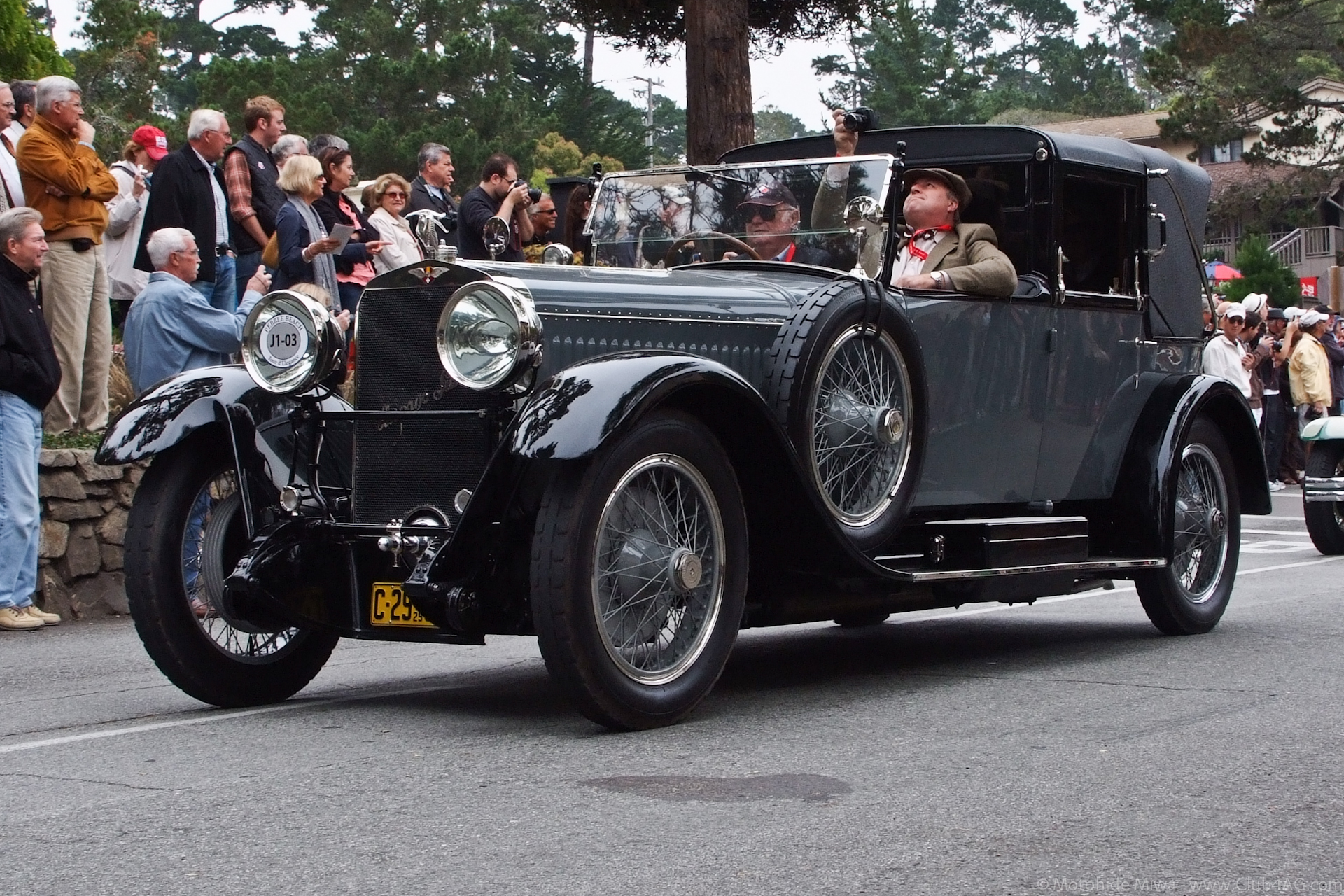
Hispano-Suiza H 6 Landaulet von Kellner Frères, Paris (1925)
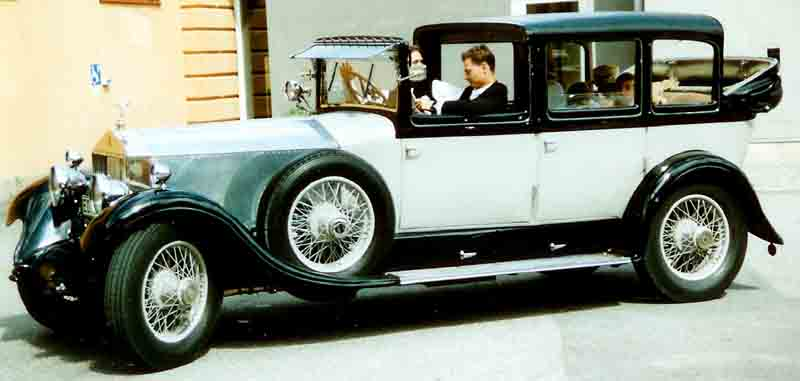
Rolls-Royce New Phantom („Phantom I“) Pullman-Landaulet (1927)
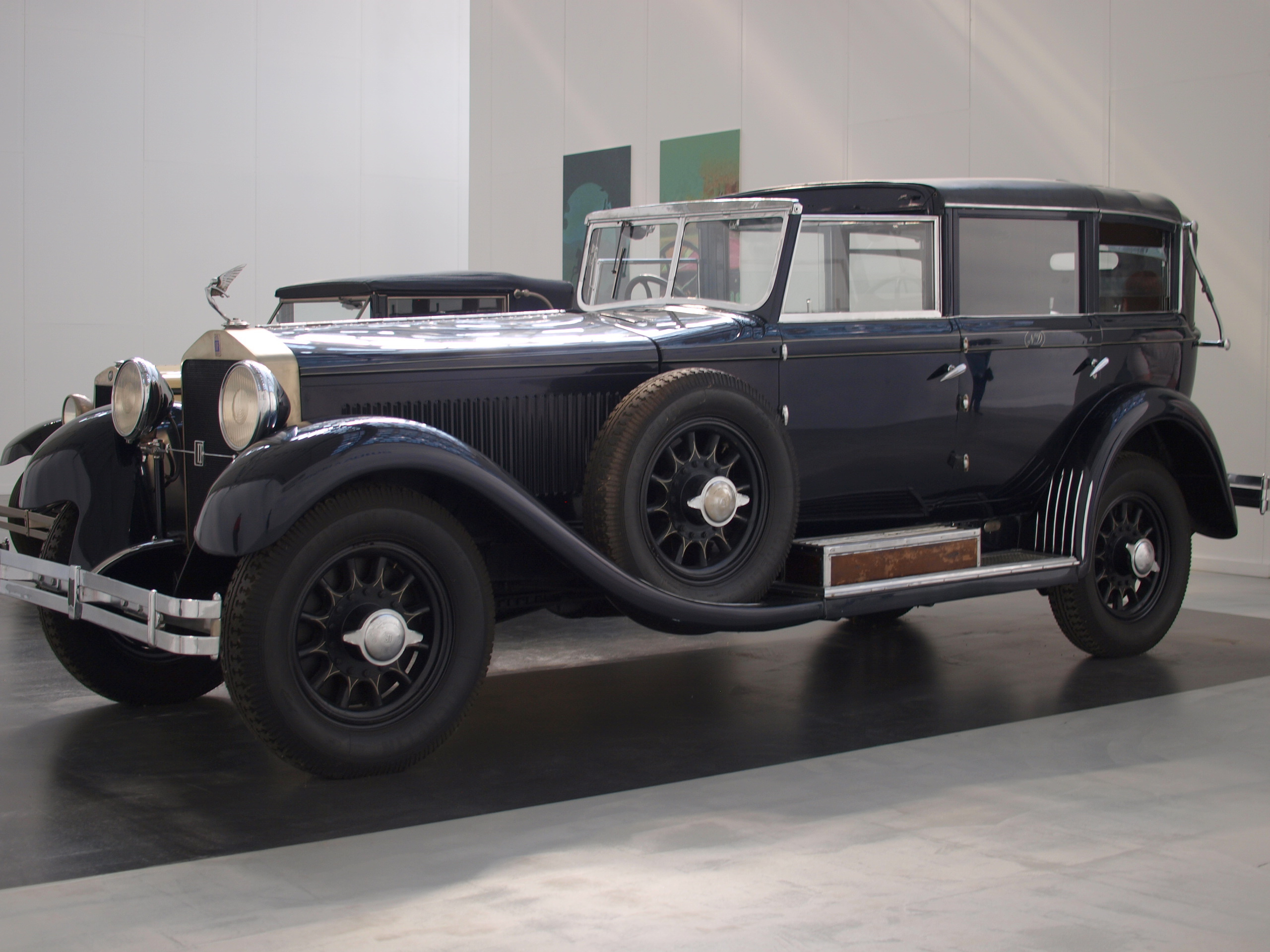
Isotta Fraschini Tipo 8B Pullman-Landaulet de Ville, Carozzeria Castagna (ca. 1928)
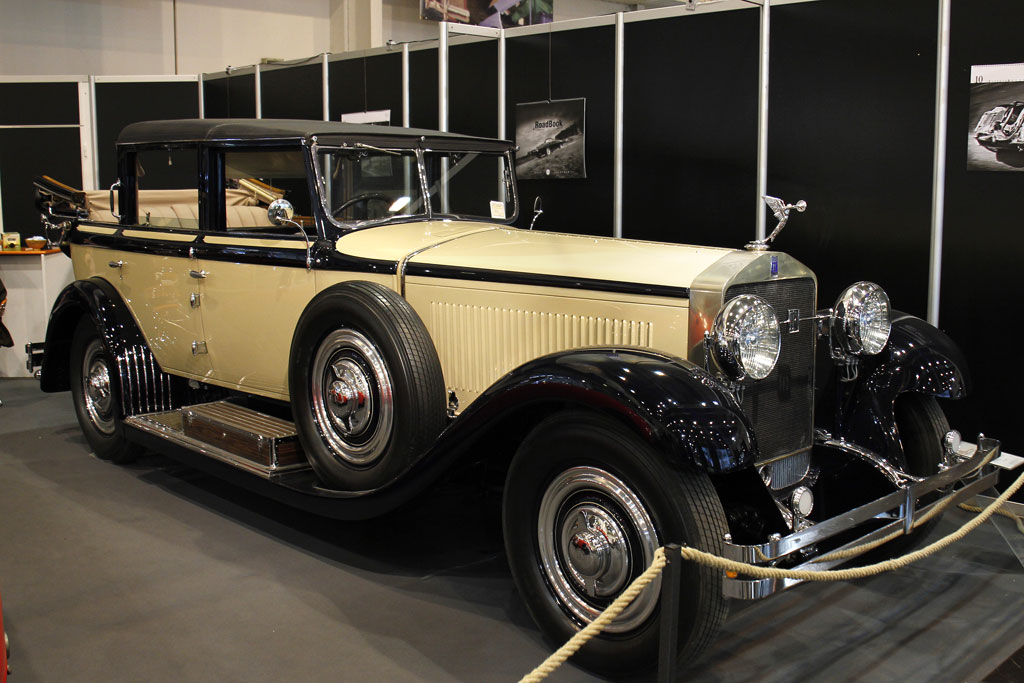
Isotta Fraschini Tipo 8AS Imperial (Pullman-) Landaulet von Castagna (1929)

### Sedan Landaulet

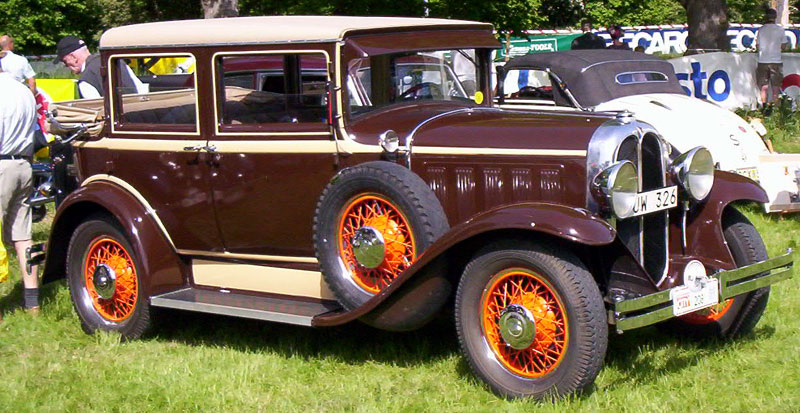
Oakland Model 212 All American Landaulette Sedan (1929)

Erstaunlicherweise bereits um etwa 1920 beschrieben, entspricht das Sedan-Landaulet einem viertürigen Selbstfahrer mit geschlossenem vorderen Dachteil.

### Landaulette
Gelegentlich wird die Bezeichnung Landaulette benutzt. Aus dem Kontext ergibt sich meist, dass dies nur als alternative Schreibweise verstanden wurde. In Anlehnung an die eingangs aufgeführten Definitionen kann argumentiert werden, dass mit Landaulettes Versionen ohne Trennwand zum Fahrer gemeint sind (Sedan-Landaulet, siehe oben). Eine interessante Sicht bietet die Fach-Site coachbuilt.com. Demnach ist eine Landaulette „ein zweitüriges Auto mit Landaulet-Dach (das Dach über den Rücksitzen ist faltbar).“

## Modernes Landaulet
Im modernen Automobilbau werden vier- oder sechstürige Limousinen als Landaulets bezeichnet, die über ein zu öffnendes und flexibles Dach aus Stoff verfügen, das über dem Fond angeordnet ist. Fahrer und Beifahrer sitzen nach wie vor unter einem festen Dach. Es gibt Varianten mit einem Verdeck über das gesamte Passagierabteil bis zur Trennscheibe (analog der Definition aus den 1920er Jahren), und auch solche, bei denen lediglich die hintere Sitzreihe offen fahren kann. Das Mercedes-Benz 600 Pullman Landaulet wurde in beiden Versionen gebaut.
Landaulets kamen häufig als Staatskarossen zum Einsatz, aus denen der Staatsmann sich dem Volk stehend zeigen konnte. Dies entspricht den heutigen Sicherheitsanforderungen nicht mehr, sodass heute geschlossenen Sonderschutzfahrzeugen der Vorzug gegeben wird.
Auch mehrere Papamobile (Repräsentationsfahrzeuge des Papstes) waren Landaulets.
Weitere bekannte Beispiele für Nachkriegs-Landaulets sind:
- Daimler DS420 Landaulet
- Rolls-Royce Phantom IV, V und VI Landaulet

### Beispiele für Nachkriegs-Landaulets

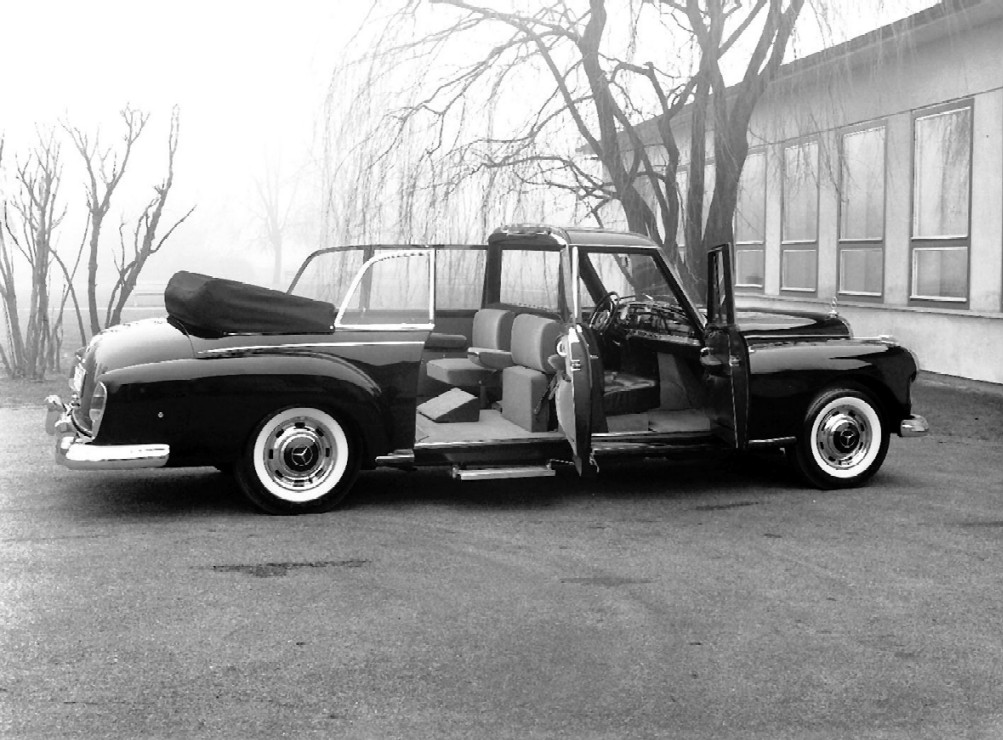
Mercedes-Benz 300d Landaulet
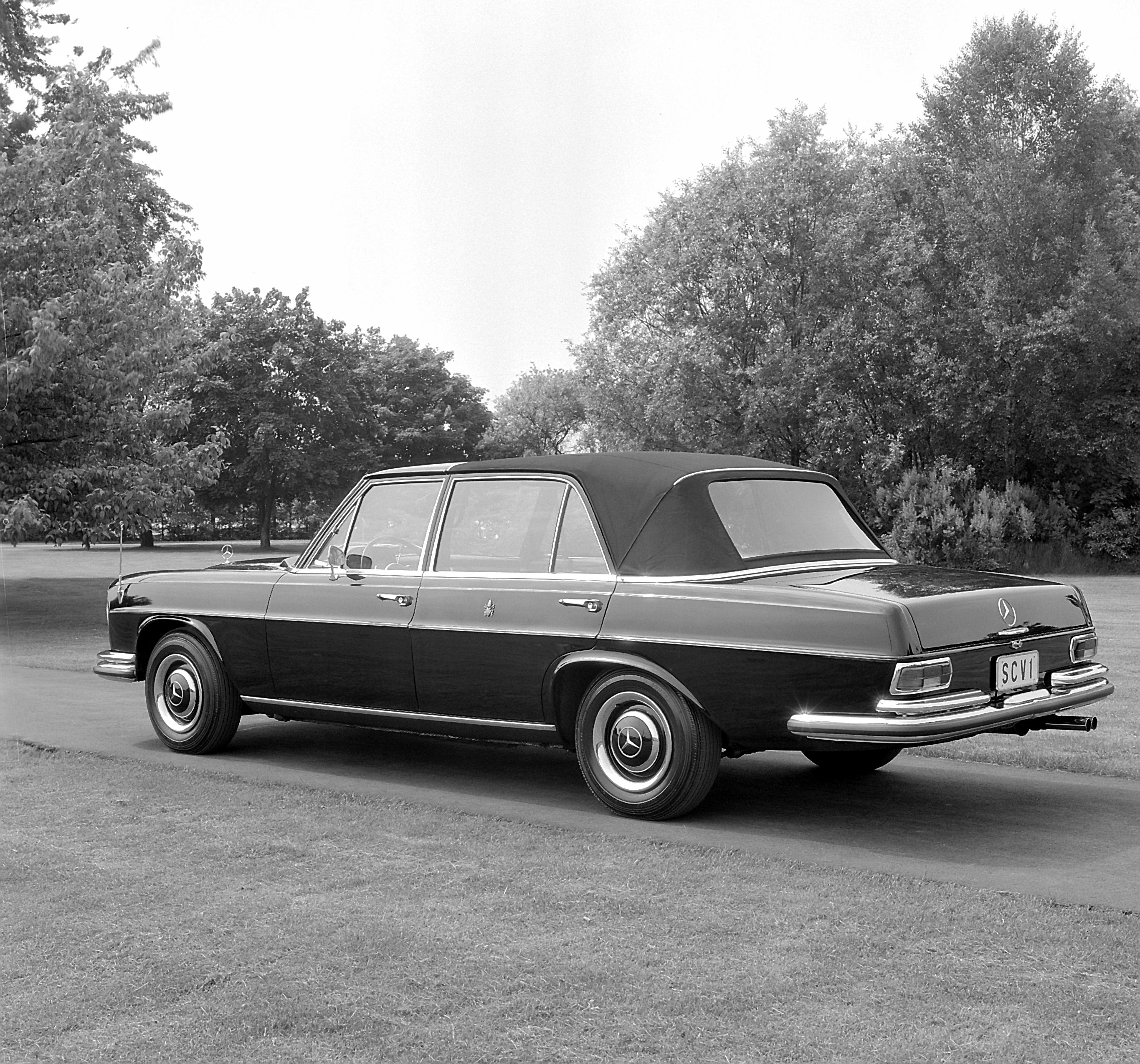
Mercedes-Benz 300 SEL (W 109) Landaulet für Papst Paul VI.
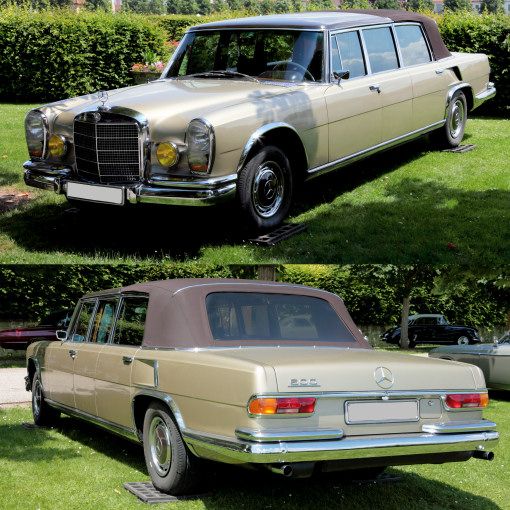
Mercedes-Benz 600 Pullman Landaulet mit nur in der hintersten Reihe zu öffnendem Verdeck
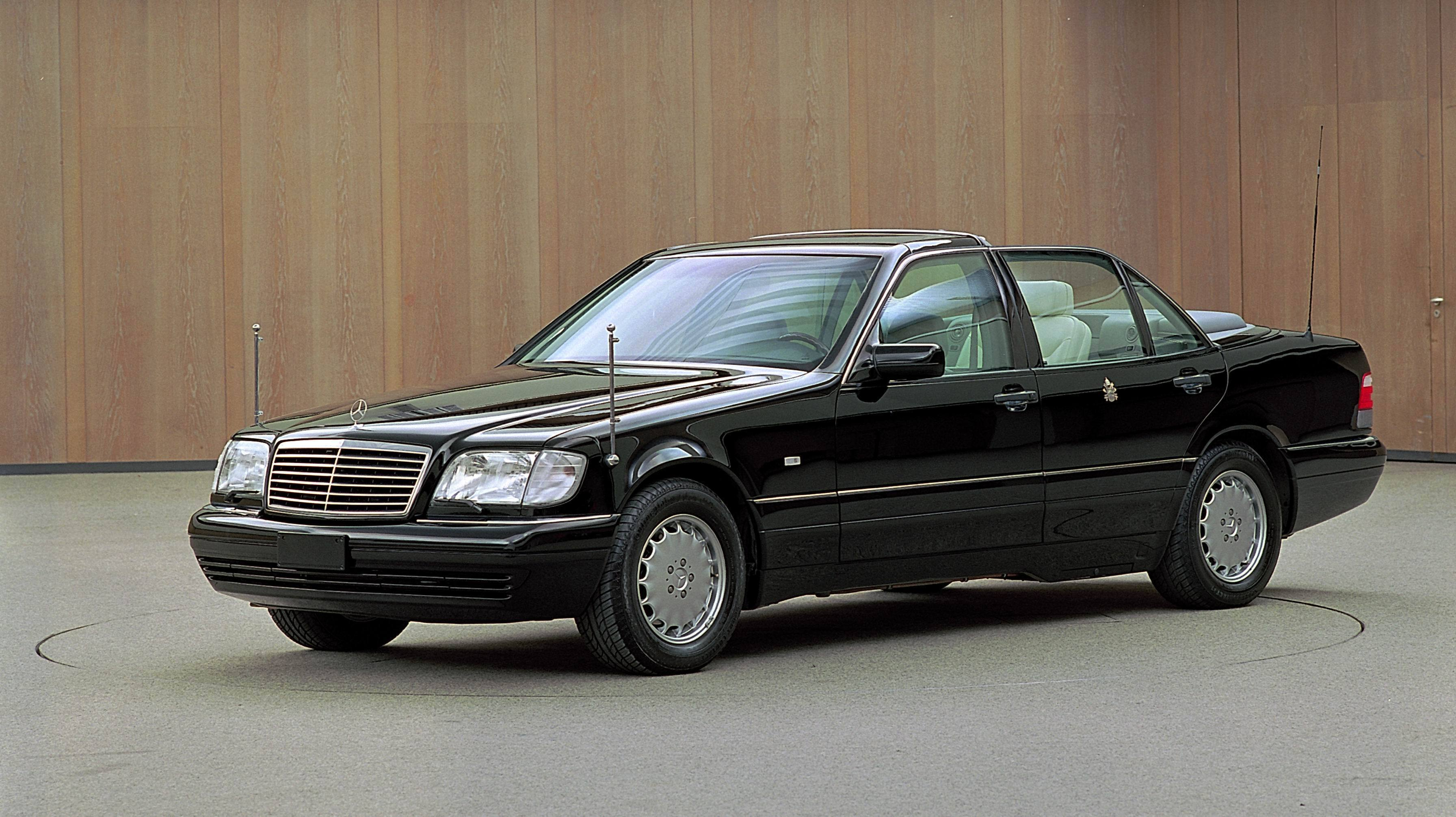
Mercedes-Benz S 500 Landaulet als Papamobil.
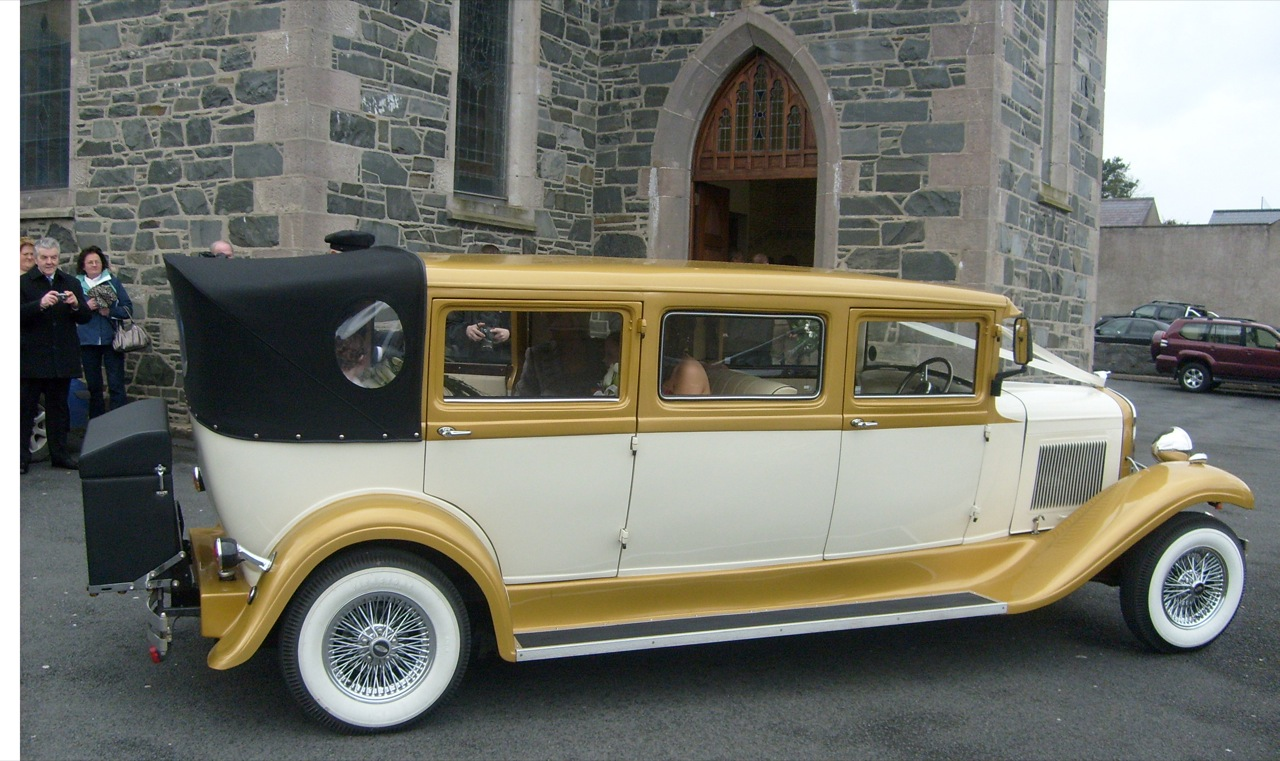
Branwith Landaulet (Replica eines Fahrzeugs um 1930)

### „Unechte“ Landaulets

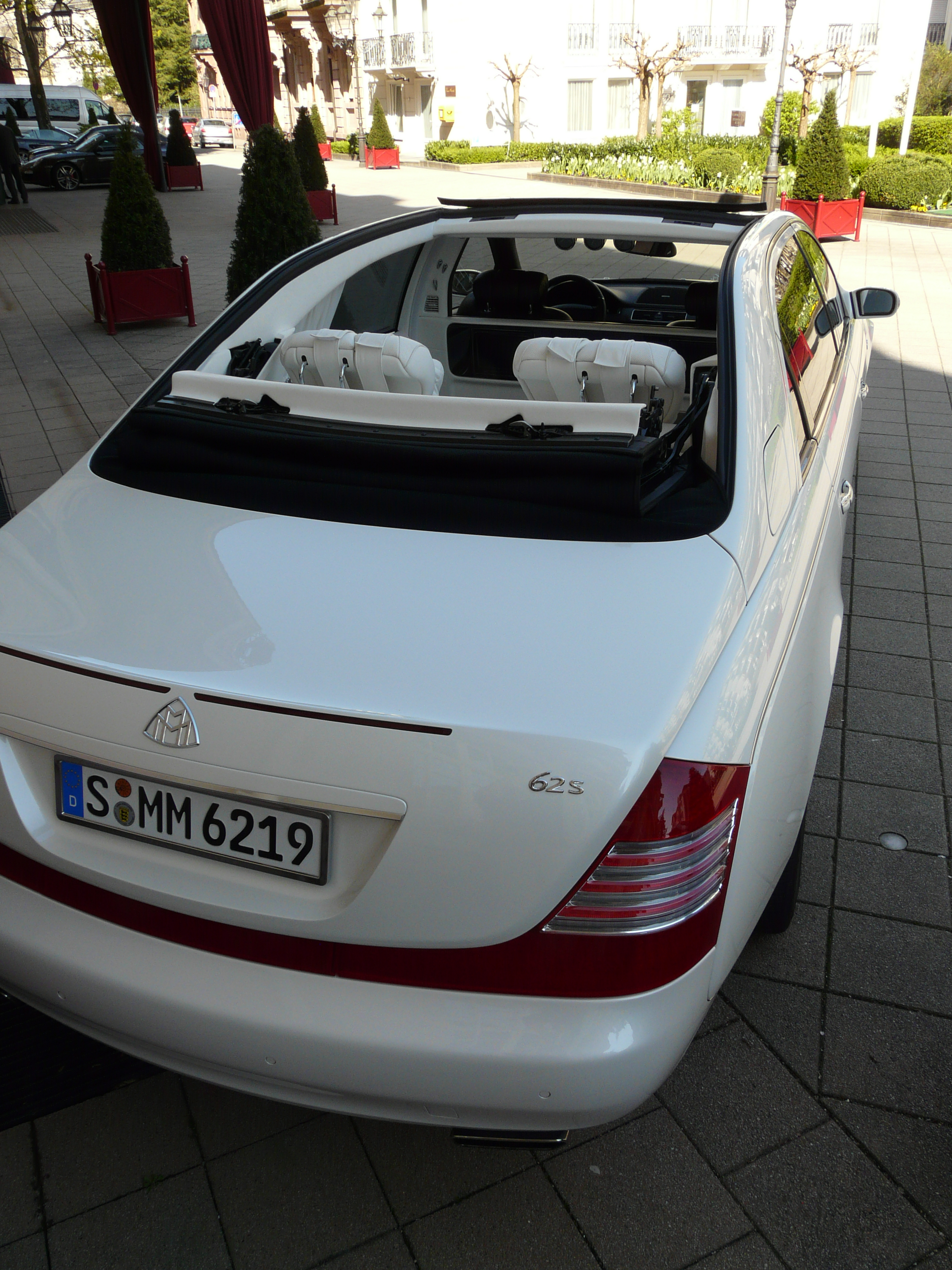
Maybach 62S Landaulet (2011)

Die Definition wie eingangs beschrieben sieht für den hinteren Teil des Daches ein Faltverdeck vor. Eine Beschreibung des Landaulets mit einem Schiebedach fand sich nicht, auch wenn dieses die Heckscheibe einbezieht.
Die entsprechende Version des Maybach 62S hat zwar ein elektrisches Faltverdeck, C-Säule und Dachholme bleiben aber stehen. Damit vereinigt diese Version Elemente des Cabriolets, der Limousine und des Landaulets.